# Do Mostu
Do Mostu – część wsi Przeginia w Polsce, położona w województwie małopolskim, w powiecie krakowskim, w gminie Jerzmanowice-Przeginia.
W latach 1975–1998 Do Mostu administracyjnie należało do województwa krakowskiego.